# کوروکالمادام
کوروکالمادام (به لاتین: Kurukkalmadam) یک منطقهٔ مسکونی در سری‌لانکا است که در استان شرقی (سری‌لانکا) واقع شده‌است. کوروکالمادام m نفر جمعیت دارد.